# Ibn Taymiyya
Ibn Taymiyya Taqī al-Dīn Abū al-ʿAbbās Aḥmad (in arabo تقي الدين أبو العباس أحمد بن عبد السلام بن عبد الله ابن تيمية الحراني‎?; Harran, 22 gennaio 1263 – Damasco, 26 settembre 1328) è stato un giurista e teologo arabo ḥanbalita, vissuto nell'attuale Siria.

## Tratti generali
Appartenente a una nota famiglia di teologi, Taqī al-Dīn Abu l-‘Abbās Ahmad ibn 'Abd al-Halīm ibn 'Abd al-Salām Ibn Taymiyya al-Harrānī, più noto come Ibn Taymiyya, apparteneva al madhhab fondato da Ibn Hanbal e credeva quindi nel ritorno all'Islam delle origini e alle sue fonti originarie (Corano e Sunna).

È considerato un convinto sostenitore del jihād e della necessità di applicare le norme della shari’a, tanto da diventare una figura di riferimento del cosiddetto Fondamentalismo islamico.

## Educazione e attività scientifica e politica

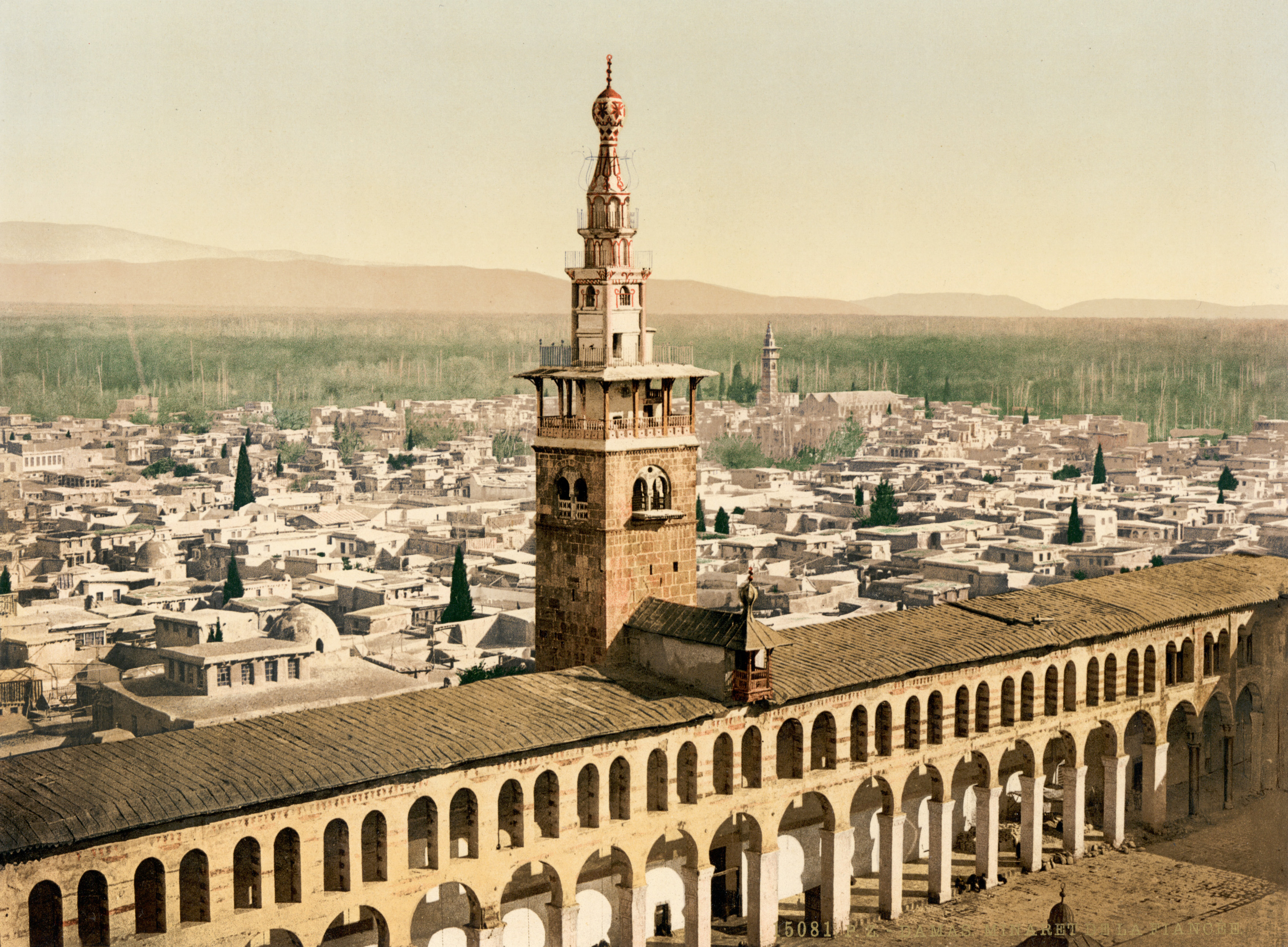
Moschea di Omayyad, dove Ibn Taimiyya teneva lezioni sul Corano

Il padre divenne direttore della madrasa Sukkariyya, pronunciando anche sermoni dal pulpito della Grande Moschea di Damasco. Ibn Taymiyya fu educato dai grandi studiosi del suo tempo (tra i suoi insegnanti vi fu anche Shams al-Dīn ʿAbd al-Rahmān al-Makdisī). Suo primo insegnante di fiqh fu il padre, cui egli succedette in qualità di direttore della Sukkariyya, diventando l'anno dopo insegnante di esegesi coranica nella Moschea degli Omayyadi.
Compì il pellegrinaggio a Mecca nel novembre del 1292, tornando a Damasco nel febbraio del 1293. Portò con sé da questo viaggio il primo materiale per la redazione del suo trattato chiamato Manāsiq al-hajj, in cui denunciava un certo numero di innovazioni biasimevoli affermatesi nel rituale del hajj.
Durante il regno del mamelucco al-Malik al-Mansur Lajin, fu incaricato dallo stesso sultano di esortare i fedeli musulmani al jihād, in occasione della spedizione militare mamelucca contro il regno della Piccola Armenia. Nello stesso periodo Ibn Taymiyya scrisse una delle sue più famose professioni di fede, la al-ʿAqīda al-Hamawiyya al-kubrà (La grande dichiarazione di fede, [fatta a] Hama).

Raids mongoli in Siria e Palestina-1300 ca.it

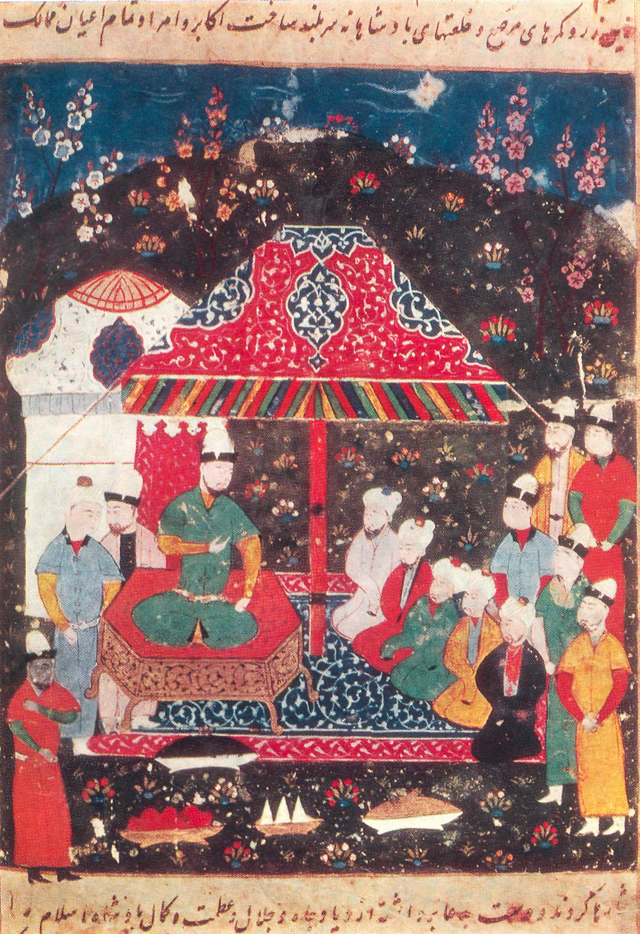
Illustrazione di Ghazan Khan, una figura storica duramente attaccata da Ibn Taymiyyah, a causa della sua ostilità verso i Mamelucchi dell'Egitto.

Fu costretto a lasciare la sua città natale nel 1269 prima dell'arrivo dei Mongoli e trovò rifugio a Damasco insieme a suo padre 'Abd al-Halim e ai suoi tre fratelli. Durante l'invasione mongola di Ilkhan Ghazan, con l'appoggio dell'Emiro mamelucco Qibjaq, a Damasco (1300), si fece interprete della richiesta di scarcerazione dei suoi concittadini, imprigionati su disposizione del figlio di Hulegu. Da notare che Ibn Taymiyya non richiese solo la scarcerazione dei musulmani ma anche dei cristiani, a dimostrazione di un impegno etico che travalicava gli angusti confini di un'astratta religione.
Dopo qualche anno si riaffacciò contro di lui l'accusa di antropomorfismo (scaturente dalla sua convinzione che il Corano dovesse essere interpretato letteralmente
A nulla valse una sua nuova “professione di fede” (la Wāsiṭiyya, per il fatto di essere stata divulgata per la prima volta a Wasit). Le accuse di antropomorfismo non vennero fatte cadere e si giunse alla sua condanna e alla sua incarcerazione nella cittadella del Cairo, dove rimase per circa un anno e mezzo .
Ottenuta finalmente la libertà, ma con il divieto di tornare in Siria, Ibn Taymiyya continuò a denunciare tutte le innovazioni (bid'a) che egli considerava come eretiche.
Negli anni che seguirono conobbe ancora il carcere, gli arresti domiciliari e forme di persecuzione per le sue idee religiose, senza che tutto ciò lo inducesse a rinunciare al suo impegno intellettuale e religioso.
Riuscì a tornare al Cairo solo nel marzo del 1310 e lì rimase per circa 4 anni. Occasionalmente fu consultato su affari politici siriani, mentre continuava ad insegnare privatamente e a dare risposte e pareri ai vari quesiti che gli venivano posti. Fu in questo periodo che si occupò del suo trattato sul diritto pubblico, il Kitāb al-Siyāsa al-sharʿiyya.
Una nuova minaccia mongola causò il suo ritorno il 28 febbraio 1313 a Damasco (dopo un breve soggiorno a Gerusalemme) e fu qui che Ibn Taymiyya trascorse i suoi ultimi 15 anni di vita.

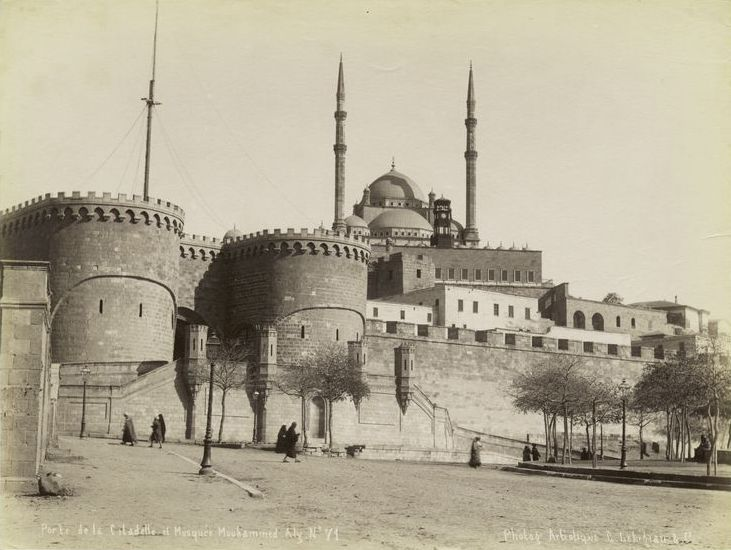
Cittadella del Cairo, dove Ibn Taymiyyah fu imprigionato per 18 mesi

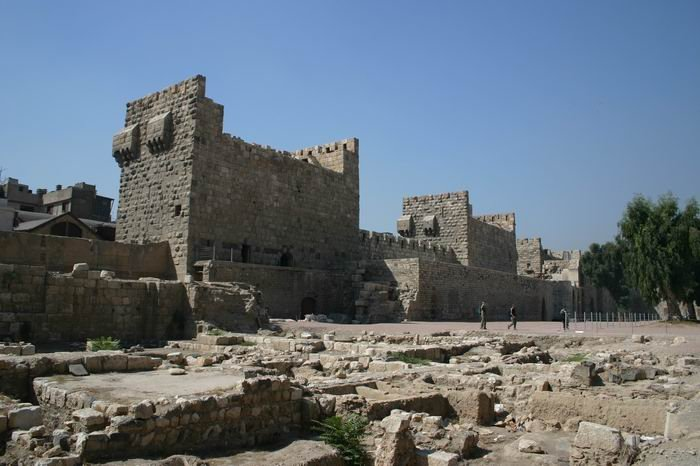
Cittadella di Damasco, dove morì Ibn Taymiyya

Nel 1318, una lettera dal sultano impedì a Ibn Taymiyya di pubblicare alcune sue fatwà sul ripudio. Nell'agosto del 1320 fu imprigionato nella cittadella di Damasco, dove rimase per oltre cinque mesi.

Cinque anni dopo fu ancora arrestato, questa volta senza alcun processo, e privato del diritto di scrivere fatwà.
Fu criticato anche per la sua risala riguardante le pie visite alle tombe, in cui egli condannava il culto dei morti e dei santi. Questa volta rimase nella cittadella per più di due anni. Di questo periodo ci sono pervenuti il Kitāb maʿārif al-wusūl, sulla metodologia del fiqh, il Rafʿ al-malām e il Kitāb al-Radd ʿalā l-ikhmāʿi.

Il 21 aprile 1328 il sultano ordinò che gli venissero sottratti fogli, calami e inchiostro.

Cinque mesi più tardi Ibn Taymiyya moriva nella cittadella, nella notte tra il 26-27 settembre 1328 all'età di 65 anni.

La sua sepoltura avvenne alla presenza di un gran numero di abitanti di Damasco, nel cimitero di Sūfiya, dove la sua tomba è ancora oggi oggetto di venerazione.
Il suo richiamo al jihād contro i Mongoli non era solo auspicabile, ma obbligatorio. Partiva dalla convinzione che i Mongoli potevano non essere veri musulmani, anche se si erano formalmente convertiti da poco al Sunnismo, perché governavano usando leggi fatte dall'uomo piuttosto che la legge islamica (shari'a), vivendo di fatto in uno stato di jāhiliyya, cioè di pagana ignoranza preislamica. "Ogni gruppo di musulmani che trasgredisce alla legge islamica... deve essere combattuto, anche quando esso continui a professare il credo".

Altra cosa di spiccato interesse è la sua considerazione che i Mamelucchi, per aver combattuto i Mongoli, avevano ogni caratteristica per poter essere validi Califfi, specialmente dopo che il Califfato abbaside era stato distrutto nel 1258 dai Mongoli di Hulegu.

Ciò malgrado essi non fossero Arabi, come invece richiedeva (ma non obbligatoriamente) la dottrina sunnita maggioritaria, espressa da Mawardi nei suoi Ahkām al-sultāniyya.
La sua attività di dotto lo poneva in un atteggiamento di forte critica nei confronti di ciò che da lui era chiamata "modernità". Era convinto infatti che soltanto le prime tre generazioni dell'Islam (Salaf, ossia “pio”) - Muhammad, i suoi Compagni e i Seguaci dei Compagni - fossero modelli privilegiati da seguire e autentici interpreti di una vita perfettamente islamica. Il loro esempio, insieme al Corano, era un insegnamento di vita infallibile. Qualsiasi deviazione o modifica era vista come una bid'a, una perniciosa innovazione, un allontanamento dalla verità delle origini, e per questo proibita.

## Opere
Dei suoi 500 scritti ne è stata conservata una sessantina, tra questi:
- Majmūʿ al-Fatāwā al-Kubrā (Raccolta delle grandi fatwā)
- Minhaj al-Sunna al-Nabawiyya (La via della Sunna profetica)
- al-Asmāʾ wa l-Sifāt (I Nomi [divini] e le [Sue] forme)
- al-Imān (La fede)
- al-Jawāb al-sahīh li-man baddala dīn al-Masīh (La giusta risposta per chi lascia la religione del Messia)
- Fatāwā al-Kubrā (Le grandi fatwā)
- Fatāwā al-Misriyya (Le fatwā egiziane)
- al-Radd ʿalā l-Mantiqiyyīn (Replica contro i logici)
- al-Siyāsa al-sharʿiyya fī iṣlāḥ al-rāʿī wa al-raʿiyya ovvero "La legislazione regia per il benessere del sovrano e dei sudditi"